# Конец игры (телесериал, 2022)
«Эндшпиль» (англ. The Endgame) — американский криминальный триллер про преступного гения Елену Федорову, в исполнении Морены Баккарин, премьера телесериала состоялась на американском телеканале NBC 21 февраля 2022 года.
12 мая 2022 года телеканал NBC закрыл телесериал после одного сезона.

## Сюжет
Гениальная злодейка, проворачивающая преступные махинации международного масштаба, неуловимый оружейный дилер Елена Федорова наконец-то угодила за решетку. Но и в тюрьме эта эффектная, самоуверенная и волевая женщина, наделенная недюжинным интеллектом, продолжает координировать действия криминального сообщества. Один за другим происходят дерзкие ограбления банков, за выверенной до мелочей организацией которых стоит Федорова.
Помешать дальнейшему осуществлению амбициозных планов Елены вознамерилась принципиальная и жесткая агент ФБР Вэл Тернер. Она не останавливается ни перед чем, чтобы распутать хитроумные схемы, позволяющие арестантке успешно руководить криминальными операциями из тюрьмы. Противостояние этих двух ярких, неординарных героинь, стоящих по разные стороны закона, придает сюжету изрядную долю драматизма и напряженности.

## В ролях

### Основной состав
- Морена Баккарин
- Райан Мишель Бат
- Коста Ронин
- Джордан Джонсон-Хиндс
- Камал Болден
- Ноа Бин
- Марк Деймон Эспиноса

## Обзор сезонов
| Сезон | Сезон | Эпизоды | Дата показа     | Дата показа | Рейтинг Нильсона | Рейтинг Нильсона       |
| Сезон | Сезон | Эпизоды | Премьера        | Финал       | Ранк             | Зрители США (миллионы) |
| ----- | ----- | ------- | --------------- | ----------- | ---------------- | ---------------------- |
|       | 1     | 10      | 21 февраля 2022 | 2 мая 2022  | 71               | 3.55                   |

## Список эпизодов

### Сезон 1 (2022)
| № общий | № в сезоне | Название                                                 | Режиссёр     | Автор сценария                | Дата премьеры   | Произв. код | Зрители в США (млн) |
| --- | ---------- | -------------------------------------------------------- | ------------ | ----------------------------- | --------------- | ----------- | ------------------- |
| 1 | 1          | «Пилот» «Pilot»                                          | Джастин Лин  | Николас Вуттон & Джейк Коберн | 21 февраля 2022 | 101         | 3.30                |
| Недавно схваченная международная торговка оружием и криминальный авторитет Елена Федорова организовывает ряд скоординированных ограблений банков по всему Нью-Йорку с таинственной целью. Однако, возможно, она встретила достойного соперника - принципиального и безжалостного агента ФБР Вэл Тернер, который не остановится ни перед чем, чтобы сорвать ее план. |            |                                                          |              |                               |                 |             |                     |
| 2 | 2          | «Сказочная свадьба» «Fairytale Wedding»                  | Рэндолл Зиск | Николас Вуттон                | 28 февраля 2022 | 102         | 2.21                |
| Похищение, организованное Еленой, подвергает Вэл испытанию, поскольку ее прошлое всплывает на поверхность и становится частью более масштабной игры. Оперативная группа ФБР сталкивается с неожиданным поворотом событий в одном из банков. |            |                                                          |              |                               |                 |             |                     |
| 3 | 3          | «Неудачный заголовок» «Bury The Lede»                    | Лаура Белси  | Лиза Такэути Каллен           | 7 марта 2022    | 103         | 1.87                |
| 4 | 4          | «#1 с пулей» «#1 With a Bullet»                          | Джоно Оливер | Сильвия Л. Джонс              | 14 марта 2022   | 104         | 2.00                |
| 5 | 5          | «Золотая лихорадка» «Gold Rush»                          | Неизвестно   | Неизвестно                    | 21 марта 2022   | 105         | 1.81                |
| 6 | 6          | «Судья, присяжные и палач» «Judge, Jury and Executioner» | Неизвестно   | Неизвестно                    | 28 марта 2022   | 106         | 1.50                |
| 7 | 7          | «Ночевка» «Sleepover»                                    | Неизвестно   | Неизвестно                    | 11 апреля 2022  | 107         | 1.51                |
| 8 | 8          | «Все, что блестит» «All That Glitters»                   | Неизвестно   | Неизвестно                    | 18 апреля 2022  | 108         | 1.46                |
| 9 | 9          | «Красавица и чудовище» «Beauty and the Beast»            | Неизвестно   | Неизвестно                    | 25 апреля 2022  | 109         | 1.72                |
| 10 | 10         | «Долго и счастливо» «Happily Ever After»                 | Неизвестно   | Неизвестно                    | 2 мая 2022      | 110         | 1.45                |

## Производство

### Разработка
Премьера телесериала состоится 21 февраля 2022 года на американском телеканале NBC, а на следующий день на стриминге Peacock.